# Pérols
 Pérols  es una población y comuna francesa, situada en la región de Occitania, departamento de Hérault, en el distrito de Montpellier y cantón de Lattes.

## Demografía
| 1351 | 2203 | 3440 | 4422 | 6595 | 7731 | 9089 |
| Para los censos de 1962 a 1999 la población legal corresponde a la población sin duplicidades (Fuente: INSEE [Consultar]) |      |      |      |      |      |      |